# 丸山博雄
丸山 博雄（まるやま ひろお、1977年〈昭和52年〉 - ）は、日本のテレビプロデューサー。株式会社毎日放送 コンテンツ戦略局東京コンテンツ戦略部エグゼクティブエキスパート。大阪府出身。学位は学士（法学）（慶應義塾大学・1999年）。

## 経歴
大阪星光学院高校を経て慶應義塾大学法学部を卒業した後、1999年4月に毎日放送入社。お笑いに興味があったので、大阪本社でバラエティ番組を作りたいと思い制作局を志望していたが、東京支社の営業に配属される。
営業を3年担当した後、2002年に東京支社テレビ編成部へ異動となり、それ以後は同局が関わるテレビアニメ、テレビドラマ（主に深夜ドラマ）のプロデューサーを担当している。

## 人物
丸山の持論として、「枠を守り続けることが大事」や「オリジナル作品へのこだわり」が挙げられる。また、「MBSのアニメプロデューサー業はあらゆる分野の業務をこなす必要がある」と語る。
フジテレビの『ノイタミナ』プロデューサーで知られる山本幸治（元フジテレビ所属、現ツインエンジン代表取締役）曰く「（丸山は）現場に結構顔を出していて、アフレコ現場にも来ているらしい」とのこと。
ミュージックレイン主催のスーパー声優オーディションで審査員を務めたことがある。
近年ではアニメ放送を強化している東京都の独立局・TOKYO MXへアドバイスを送っている。

## 作品一覧

### テレビアニメ
2002年
- GetBackers-奪還屋- - 製作委員会
- 機動戦士ガンダムSEED - アシスタントプロデューサー

2003年
- 成恵の世界 - プロデューサー
- 鋼の錬金術師 - プロデューサー

2004年
- 機動戦士ガンダムSEED DESTINY - プロデューサー

2005年
- 交響詩篇エウレカセブン - プロデューサー
- 地獄少女 - 企画協力
- BLOOD+ - プロデューサー

2006年
- 天保異聞 妖奇士 - プロデューサー
- 地獄少女 二籠 - 企画協力

2007年
- DARKER THAN BLACK -黒の契約者- - プロデューサー
- おおきく振りかぶって - プロデューサー
- 灼眼のシャナII - プロデューサー
- 機動戦士ガンダム00 - プロデューサー

2008年
- マクロスF - プロデューサー
- 機動戦士ガンダム00 セカンドシーズン - プロデューサー
- 黒執事 - プロデューサー
- テイルズ オブ ジ アビス - プロデューサー
- 地獄少女 三鼎 - 企画協力

2009年
- 戦国BASARA - 企画
- バスカッシュ! - プロデューサー
- 鋼の錬金術師 FULLMETAL ALCHEMIST - プロデューサー
- DARKER THAN BLACK -流星の双子- - プロデューサー

2010年
- デュラララ!! - プロデューサー
- 刀語 - 企画協力
- おおきく振りかぶって〜夏の大会編〜 - 企画
- Angel Beats! - プロデューサー
- 黒執事II - プロデューサー
- 戦国BASARA弐 - 企画・プロデュース
- STAR DRIVER 輝きのタクト - プロデューサー
- 咎狗の血 - プロデューサー

2011年
- 魔法少女まどか☆マギカ - プロデューサー
- TIGER & BUNNY - プロデューサー
- Aチャンネル - プロデューサー
- Dororonえん魔くん メ〜ラめら - プロデューサー
- 青の祓魔師 - プロデューサー
- セイクリッドセブン - エグゼクティブプロデューサー
- BLOOD-C - プロデューサー
- 輪るピングドラム - プロデューサー
- 機動戦士ガンダムAGE - プロデューサー
- Persona4 the ANIMATION - プロデューサー

2012年
- 妖狐×僕SS - エグゼクティブプロデューサー
- 夏色キセキ - プロデューサー
- 黒子のバスケ - プロデューサー
- エウレカセブンAO - チーフプロデューサー
- 貧乏神が! - 協力
- じょしらく - プロデューサー
- K - プロデューサー
- 絶園のテンペスト - チーフプロデューサー
- マギ The labyrinth of magic - プロデューサー
- さくら荘のペットな彼女 - 企画

2013年
- DEVIL SURVIVOR 2 the ANIMATION - エグゼクティブ・プロデューサー
- 進撃の巨人 - 企画・プロデュース
- 宇宙戦艦ヤマト2199 - 統括プロデューサー
- 革命機ヴァルヴレイヴ - ゼネラルプロデューサー
- ダンガンロンパ 希望の学園と絶望の高校生 The Animation - チーフプロデューサー
- 恋愛ラボ - プロデューサー
- キルラキル - 企画
- 黒子のバスケ（第2期） - プロデューサー
- マギ The kingdom of magic - プロデューサー

2014年
- ノラガミ - 協力
- 鬼灯の冷徹 - プロデューサー
- ニセコイ - プロデューサー
- 世界征服〜謀略のズヴィズダー〜 - チーフプロデューサー
- 悪魔のリドル - チーフプロデューサー
- キャプテン・アース - チーフプロデューサー
- ハイキュー!! - チーフプロデューサー
- シドニアの騎士 - エグゼクティブプロデューサー
- アオハライド - プロデューサー
- Persona4 the Golden ANIMATION - プロデューサー
- 黒執事 Book of Circus - エグゼクティブプロデューサー
- ガンダム Gのレコンギスタ - エグゼクティブプロデューサー
- 七つの大罪 - エグゼクティブプロデューサー
- 結城友奈は勇者である - チーフプロデューサー

2015年
- ユリ熊嵐 - 企画
- 蒼穹のファフナー EXODUS - エグゼクティブプロデューサー
- デュラララ!!×2 承 - プロデューサー
- ローリング☆ガールズ - 企画
- 黒子のバスケ（第3期） - プロデューサー
- 食戟のソーマ - プロデュース
- 終わりのセラフ - プロデュース協力
- 血界戦線 - チーフプロデューサー
- アルスラーン戦記 - チーフプロデューサー
- ニセコイ: - チーフプロデューサー
- シドニアの騎士 第九惑星戦役 - エグゼクティブプロデューサー
- Classroom☆Crisis - エグゼクティブプロデューサー
- デュラララ!!×2 転 - プロデューサー
- Charlotte - プロデューサー
- ノラガミ ARAGOTO - 協力
- K RETURN OF KINGS - エグゼクティブプロデューサー
- 進撃!巨人中学校 - 企画・プロデュース
- ハイキュー!! セカンドシーズン - チーフプロデューサー
- 機動戦士ガンダム 鉄血のオルフェンズ - エグゼクティブプロデューサー

2016年
- 昭和元禄落語心中 - エグゼクティブプロデューサー
- デュラララ!!×2 結 - プロデューサー
- 亜人 - エグゼクティブプロデューサー
- 迷家-マヨイガ- - エグゼクティブプロデューサー
- 僕のヒーローアカデミア - チーフプロデューサー
- 田中くんはいつもけだるげ - 企画
- マギ シンドバッドの冒険 - エグゼクティブプロデューサー
- ベルセルク - エグゼクティブプロデューサー
- 食戟のソーマ 弐ノ皿 - プロデュース
- Rewrite - 企画
- DAYS - 製作
- アルスラーン戦記 風塵乱舞 - チーフプロデューサー
- 91Days - 企画
- 七つの大罪 聖戦の予兆 - エグゼクティブプロデューサー
- ナンバカ - 企画協力
- ALL OUT!! - 企画
- ハイキュー!! 烏野高校 VS 白鳥沢学園高校 - チーフプロデューサー

2017年
- 風夏 - チーフプロデューサー
- 青の祓魔師 京都不浄王篇 - エグゼクティブプロデューサー
- 昭和元禄落語心中 -助六再び篇- - エグゼクティブプロデューサー
- 進撃の巨人 Season 2 - 企画・プロデュース
- 月がきれい - 企画
- 100%パスカル先生 - エグゼクティブプロデューサー
- プリプリちぃちゃん!! - エグゼクティブプロデューサー
- 賭ケグルイ - チーフプロデューサー
- 将国のアルタイル - エグゼクティブプロデューサー
- ボールルームへようこそ - プロデュース
- 十二大戦 - 企画
- 結城友奈は勇者である -鷲尾須美の章-/-勇者の章- - チーフプロデューサー
- 宝石の国 - エグゼクティブプロデューサー
- 血界戦線 & BEYOND - エグゼクティブプロデューサー

2018年
- 刀使ノ巫女 - 製作
- 七つの大罪 戒めの復活 - エグゼクティブプロデューサー
- BEATLESS - 製作
- キリングバイツ - 企画
- 重神機パンドーラ - 製作協力
- 魔法少女サイト - 企画
- ゾイドワイルド - 製作委員会
- ハイスコアガール - 企画
- ハッピーシュガーライフ - 企画
- ぐらんぶる - 企画
- 進撃の巨人 Season 3 - エグゼクティブプロデューサー（第50話 - 第59話）、企画・プロデュース
- 寄宿学校のジュリエット - 企画
- 色づく世界の明日から - 企画
- SSSS.GRIDMAN - 企画
- RELEASE THE SPYCE - チーフプロデューサー

2019年
- W'z《ウィズ》 - 企画
- みにとじ - 製作
- 賭󠄀ケグルイ×× - チーフプロデューサー
- ドメスティックな彼女 - 企画
- 魔法少女特殊戦あすか - 協力
- かぐや様は告らせたい〜天才たちの恋愛頭脳戦〜 - 企画
- 川柳少女 - 企画
- みだらな青ちゃんは勉強ができない - 企画
- ひとりぼっちの○○生活 - 製作
- Fairy gone フェアリーゴーン - 製作
- 炎炎ノ消防隊 - 企画
- グランベルム - エグゼクティブプロデューサー
- 荒ぶる季節の乙女どもよ。 - 企画
- 歌舞伎町シャーロック - エグゼクティブプロデューサー
- ハイスコアガールII - 企画

2020年
- ハイキュー!! TO THE TOP - エグゼクティブプロデューサー
- ランウェイで笑って - 企画
- ドロヘドロ - 製作
- ARP Backstage Pass - 企画
- LISTENERS リスナーズ - 企画
- 波よ聞いてくれ - 企画
- 乙女ゲームの破滅フラグしかない悪役令嬢に転生してしまった… - 企画
- アルゴナビス from BanG Dream! - 放送協力
- かぐや様は告らせたい?〜天才たちの恋愛頭脳戦〜 - 企画
- 炎炎ノ消防隊 弐ノ章 - 企画
- 彼女、お借りします - 企画
- 呪術廻戦 - 製作
- 犬と猫どっちも飼ってると毎日たのしい - 企画
- 100万の命の上に俺は立っている - 企画
- 憂国のモリアーティ - 製作
- 進撃の巨人 進撃の巨人 The Final Season - エグゼクティブプロデューサー、企画・プロデュース

2021年
- ホリミヤ - 製作
- プレイタの傷 - 企画
- 俺だけ入れる隠しダンジョン - 企画
- スケートリーディング☆スターズ - 企画
- SSSS.DYNAZENON - 企画
- ましろのおと - 企画
- すばらしきこのせかい The Animation - 企画
- 結城友奈は勇者である ちゅるっと! - チーフプロデューサー
- BLUE REFLECTION RAY/澪 - 企画
- イジらないで、長瀞さん - 企画
- 東京リベンジャーズ - エグゼクティブプロデューサー
- 月が導く異世界道中 - 企画
- 結城友奈は勇者である -大満開の章- - チーフプロデューサー

2022年
- 進撃の巨人 進撃の巨人 The Final Season part2   - エグゼクティブプロデューサー、企画・プロデュース
- CUE! - エグゼクティブ・プロデューサー
- 機動戦士ガンダム 鉄血のオルフェンズ 特別編 - エグゼクティブプロデューサー
- パリピ孔明 - 製作
- かぐや様は告らせたい-ウルトラロマンティック- - 企画
- 彼女、お借りします（第2期） - 企画
- 機動戦士ガンダム 水星の魔女 - エグゼクティブプロデューサー

2023年
- ツンデレ悪役令嬢リーゼロッテと実況の遠藤くんと解説の小林さん - 製作
- 機動戦士ガンダム 閃光のハサウェイ TVエディション - エグゼクティブプロデューサー
- 機動戦士ガンダム サンダーボルト TVエディション - エグゼクティブプロデューサー
- 機動戦士ガンダムNT TVエディション - エグゼクティブプロデューサー
- 機動戦士ガンダム 機動戦士ガンダム 水星の魔女 (Season2)  - エグゼクティブプロデューサー
- 進撃の巨人 進撃の巨人 The Final Season 完結編  - エグゼクティブプロデューサー、企画・プロデュース
- ホリミヤ -piece- - 製作
- 呪術廻戦 -懐玉・玉折/渋谷事変- - 製作

2024年
- この世界は不完全すぎる - エグゼクティブプロデューサー

### Webアニメ
2019年
- ケンガンアシュラ - エグゼクティブプロデューサー
- 無限の住人-IMMORTAL- - 企画

2021年
- 終末のワルキューレ - 製作

### OVA
2004年
- 機動戦士ガンダムSEED スペシャルエディション - アシスタントプロデューサー

2006年
- 機動戦士ガンダムSEED DESTINY スペシャルエディション - プロデューサー

2009年
- 機動戦士ガンダム00 スペシャルエディション - プロデューサー

2012年
- Aチャンネル+smile - 企画

2013年
- 機動戦士ガンダムAGE MEMORY OF EDEN - プロデューサー

2015年
- 黒執事 Book of Murder - エグゼクティブプロデューサー

2021年
- 刀使ノ巫女 刻みし一閃の燈火 - 製作

### アニメ映画
2005年
- 劇場版 鋼の錬金術師 シャンバラを征く者 - プロデューサー

2009年
- 交響詩篇エウレカセブン ポケットが虹でいっぱい - プロデューサー
- 劇場版 マクロスF 虚空歌姫 〜イツワリノウタヒメ〜 - 協力

2010年
- 劇場版 機動戦士ガンダム00 -A wakening of the Trailblazer- - プロデューサー

2011年
- 劇場版 マクロスF 恋離飛翼 〜サヨナラノツバサ〜 - 協力
- 劇場版 戦国BASARA -The Last Party- - 企画
- 鋼の錬金術師 嘆きの丘の聖なる星 - プロデューサー

2012年
- セイクリッドセブン 銀月の翼 - 制作協力
- 劇場版 TIGER & BUNNY -The Beginning- - TVリレーションシップ
- 劇場版 魔法少女まどか☆マギカ [前編] 始まりの物語／[後編] 永遠の物語 - プロデューサー
- 青の祓魔師 ―劇場版― - プロデューサー

2013年
- スタードライバー THE MOVIE - チーフプロデューサー
- 劇場版 魔法少女まどか☆マギカ [新編] 叛逆の物語 - 共同プロデューサー
- PERSONA3 THE MOVIE #1 Spring of Birth - 協力

2014年
- 劇場版 TIGER & BUNNY -The Rising- - TVリレーションシップ
- PERSONA3 THE MOVIE #2 Midsummer Knight's Dream - 協力
- 劇場版 進撃の巨人 前編〜紅蓮の弓矢〜 - 企画・プロデュース

2015年
- PERSONA3 THE MOVIE #3 Falling Down - 協力
- 劇場版 進撃の巨人 後編〜自由の翼〜 - 企画・プロデュース
- ハイキュー!! 終わりと始まり - チーフプロデューサー
- ハイキュー!! 勝者と敗者 - チーフプロデューサー

2016年
- PERSONA3 THE MOVIE #4 Winter of Rebirth - 協力

2017年
- 劇場版 黒執事 Book of the Atlantic - エグゼクティブプロデューサー
- 交響詩篇エウレカセブン ハイエボリューション1 - 企画

2018年
- 劇場版 七つの大罪 天空の囚われ人 - エグゼクティブプロデューサー
- ANEMONE/交響詩篇エウレカセブン ハイエボリューション - 製作委員会

2019年
- HELLO WORLD - 製作委員会

2020年
- 劇場版 SHIROBAKO - 企画
- 劇場版 新幹線変形ロボ シンカリオン 未来からきた神速のALFA-X - 製作委員会

2021年
- 劇場版 呪術廻戦 0 - 共同製作

### テレビドラマ
2008年
- 親孝行プレイ - プロデューサー

2009年
- 子育てプレイ - プロデューサー
- 子育てプレイ&MORE - プロデューサー
- 古代少女ドグちゃん - プロデューサー

2010年
- あり得ない! - プロデューサー
- 三代目明智小五郎〜今日も明智が殺される〜 - 企画
- アザミ嬢のララバイ - アソシエイトプロデューサー
- クロヒョウ 龍が如く新章 - プロデューサー
- 闇金ウシジマくん - プロデューサー

2011年
- サイン - プロデューサー
- 荒川アンダー ザ ブリッジ - プロデューサー

2012年
- 家族八景 Nanase,Telepathy Girl's Ballad - 企画
- クロヒョウ2 龍が如く 阿修羅編 - 製作委員会
- 戦国BASARA -MOONLIGHT PARTY- - プロデューサー
- 花のズボラ飯 - チーフプロデューサー

2013年
- タンクトップファイター - プロデューサー
- 彼岸島 - 企画

2014年
- 闇金ウシジマくん Season 2 - プロデューサー
- 新解釈・日本史 - チーフプロデューサー
- アゲイン!! - チーフプロデューサー

2015年
- 女くどき飯 - チーフプロデューサー
- REPLAY & DESTROY - プロデューサー
- シメシ - チーフプロデューサー
- となりの関くんとるみちゃんの事象 - チーフプロデューサー
- JKは雪女 - チーフプロデューサー
- 監獄学園-プリズンスクール- - エグゼクティブプロデューサー

2016年
- 女くどき飯 Season2 - チーフプロデューサー
- 神奈川県厚木市 ランドリー茅ヶ崎 - チーフプロデューサー
- ディアスポリス 異邦警察 - チーフプロデューサー
- OLですが、キャバ嬢はじめました - チーフプロデューサー
- 闇金ウシジマくん Season 3 - プロデューサー
- 彼岸島 Love is over - 企画
- 拝啓、民泊様。 - チーフプロデューサー
- 咲-Saki- - チーフプロデューサー

2017年
- ホクサイと飯さえあれば - チーフプロデューサー
- 笑う招き猫 - エグゼクティブプロデューサー
- ファイナルファンタジーXIV 光のお父さん - チーフプロデューサー
- 怪獣倶楽部〜空想特撮青春記〜 - プロデューサー
- マジで航海してます。 - 企画
- 伊藤くん A to E - チーフプロデューサー
- 校則アイドル〜淑女の学園〜 - プロデューサー
- 恋する香港 - チーフプロデューサー
- 目玉焼きの黄身 いつつぶす? - チーフプロデューサー
- 咲-Saki- 阿知賀編 episode of side-A - チーフプロデューサー

2018年
- 賭ケグルイ - エグゼクティブプロデューサー
- わたしに××しなさい! - エグゼクティブプロデューサー
- 兄友 - チーフプロデューサー
- やれたかも委員会 - プロデューサー
- 覚悟はいいかそこの女子。 - エグゼクティブプロデューサー
- マジで航海してます。〜Second Season〜 - 企画
- 文学処女 - チーフプロデューサー
- ルームロンダリング - チーフプロデューサー
- この恋はツミなのか!? - チーフプロデューサー

2019年
- ゆうべはお楽しみでしたね - チーフプロデューサー
- BACK STREET GIRLS -ゴクドルズ- - エグゼクティブプロデューサー
- 賭ケグルイ season2 - エグゼクティブプロデューサー
- カカフカカ-こじらせ大人のシェアハウス- - チーフプロデューサー
- 都立水商!〜令和〜 - チーフプロデューサー
- スカム - チーフプロデューサー
- コーヒー&バニラ - チーフプロデューサー
- REAL⇔FAKE - チーフプロデューサー
- カフカの東京絶望日記 - チーフプロデューサー
- 左ききのエレン - チーフプロデューサー
- あおざくら 防衛大学校物語 - チーフプロデューサー
- ねぇ先生、知らないの? - チーフプロデューサー

2020年
- SEDAI WARS - チーフプロデューサー
- ホームルーム - チーフプロデューサー
- 死にたい夜にかぎって - チーフプロデューサー
- ピーナッツバターサンドウィッチ - チーフプロデューサー
- 映像研には手を出すな! - エグゼクティブ・プロデューサー
- 荒ぶる季節の乙女どもよ。 - チーフプロデューサー
- 俺たちはあぶなくない〜クールにさぼる刑事たち - チーフプロデューサー
- REAL⇔FAKE One Day's Diary - チーフプロデューサー
- そのご縁、お届けします-メルカリであったほんとの話- - チーフプロデューサー
- 社内マリッジハニー - チーフプロデューサー
- 年の差婚 - チーフプロデューサー

2021年
- 夢中さ、きみに。 - チーフプロデューサー
- 西荻窪 三ツ星洋酒堂 - チーフプロデューサー
- ホリミヤ - チーフプロデューサー
- ガールガンレディ - チーフプロデューサー
- ラブファントム - チーフプロデューサー
- REAL⇔FAKE 2nd Stage - チーフプロデューサー
- 初情事まであと1時間 - チーフプロデューサー

2022年
- たびくらげ探偵日記 - チーフプロデューサー
- あせとせっけん - チーフプロデューサー

2024年
- 彼女と彼氏の明るい未来 - チーフプロデューサー
- その着せ替え人形は恋をする - チーフプロデューサー
- 初めましてこんにちは、離婚してください - チーフプロデューサー

2025年
- 復讐カレシ〜溺愛社長の顔にはウラがある〜 - チーフプロデューサー

### 実写映画
2012年
- 荒川アンダー ザ ブリッジ THE MOVIE - プロデューサー
- 闇金ウシジマくん - プロデューサー

2014年
- 闇金ウシジマくん Part2 - プロデューサー

2016年
- ディアスポリス -DIRTY YELLOW BOYS- - 製作委員会
- 闇金ウシジマくん Part3 - プロデューサー
- 彼岸島 デラックス - 製作委員会
- 闇金ウシジマくん ザ・ファイナル - プロデューサー

2017年
- 咲-Saki- - チーフプロデューサー
- 笑う招き猫 - エグゼクティブプロデューサー
- 鋼の錬金術師 - 協力プロデューサー

2018年
- 伊藤くん A to E - チーフプロデューサー
- 咲-Saki- 阿知賀編 episode of side-A - チーフプロデューサー
- 兄友 - エグゼクティブプロデューサー
- わたしに××しなさい! - エグゼクティブプロデューサー
- 覚悟はいいかそこの女子。 - エグゼクティブプロデューサー
- スマホを落としただけなのに - 製作委員会
- 家族のはなし - エグゼクティブプロデューサー
- ニセコイ - 製作委員会

2019年
- BACK STREET GIRLS -ゴクドルズ- - エグゼクティブプロデューサー
- 映画 賭ケグルイ - エグゼクティブプロデューサー
- 空母いぶき - プロデューサー
- 劇場版 ファイナルファンタジーXIV 光のお父さん - チーフプロデューサー

2020年
- 劇場特別版 カフカの東京絶望日記 - チーフプロデューサー
- 酔うと化け物になる父がつらい - チーフプロデューサー
- 映像研には手を出すな! - エグゼクティブ・プロデューサー

2021年
- 映画 賭ケグルイ 絶体絶命ロシアンルーレット - エグゼクティブプロデューサー

2022年
- シン・仮面ライダー  - 製作

## 出演
- MAG・ネット（2010年10月10日、NHK衛星第2テレビジョン・NHKデジタル衛星ハイビジョン）[9]